# Whatcha Think About That
Whatcha Think About That è il secondo singolo estratto dal secondo album in studio delle Pussycat Dolls, Doll Domination. La canzone, alla quale partecipa la rapper Missy Elliott, sarà ufficialmente pubblicata il 9 settembre 2008, secondo il sito web della Interscope.
Come la maggior parte delle canzoni delle Pussycat Dolls, la leader Nicole Scherzinger, canta sia i versi della canzone che il background vocale, con Melody Thornton alla fine. Anche Jessica Sutta, contribuisce nelle tonalità basse del background vocale.

## Video musicale
Il video di "Whatcha Think About That" è stato girato tra il 9 e il 10 settembre 2008. Molti dietro le quinte del video sono stati trasmessi nelle reti, e anche uno sneek peak del video è stato "leakkato" il 16 settembre 2008. Il video musicale della canzone è stato pubblicato 6 ottobre su U.S. iTunes.

## Tracce
CD singolo (Stati Uniti)
1. Whatcha Think About That (con Missy Elliott) - 3:48

## Classifiche
| Classifica (2008)      | Posizione massima |
| ---------------------- | ----------------- |
| Canada                 | 66                |
| Europa                 | 34                |
| Irlanda                | 12                |
| Regno Unito            | 9                 |
| U.S. Billboard Hot 100 | 108               |